# The Turtles
The Turtles sind eine US-amerikanische Rockband der 1960er Jahre, die ihren größten Hit mit der Single Happy Together hatten.

## Bandgeschichte
1963 spielten Howard Kaylan, Al Nichol, Chuck Portz und Don Murray in der Surfband The Nightriders aus Los Angeles. Nachdem sich ihnen Mark Volman angeschlossen hatte, nannten sie sich The Crossfires und brachten die Singles Fiberglass Jungle und One Potato, Two Potato auf den Markt. Letztere wurde immerhin ein Lokalhit. Später schloss sich ihnen Jim Tucker an.
1965 hörte der DJ Reb Foster sie und war so begeistert, dass er ihr Manager wurde und ihnen einen Vertrag bei White Whale Records beschaffte. Die Crossfires wechselten ihren Namen zunächst in The Tyrtles (als Gegenstück der Byrds), nannten sich bald darauf aber The Turtles. Zu dem Namen wurden sie angeblich durch das Liebesspiel der Schildkröten (turtle = Schildkröte) inspiriert, das bis zu 24 Stunden dauern kann, was die Gruppenmitglieder wohl sehr beeindruckte. Zunächst coverten die Turtles ausschließlich Songs bekannter Komponisten, zum Beispiel Bob Dylan oder P. F. Sloan. Die Spielweise erinnerte sehr an die der Byrds. 
Mit dem Dylan-Cover It Ain't Me Babe kamen sie 1965 erstmals in die Top 10. Auf dem gleichnamigen Album waren zwei weitere Dylan-Cover enthalten.
Es folgten die Hits Let Me Be, You Baby und schließlich Happy Together, ihr größter Erfolg. Außerdem wurden die Alben You Baby (1966) und Happy Together (1967) veröffentlicht.
Noch im selben Jahr verließen Murray und Portz die Band. Als Ersatz kamen John Barbata und Chip Douglas. In der darauffolgenden Phase erschienen die Singles She‘d Rather Be With Me, You Know What I Mean und She‘s My Girl. Kurze Zeit später verließ auch Douglas die Turtles. Er wurde durch Jim Pons ersetzt. Auch Tucker kehrte der Band bald darauf den Rücken.
Auf ihrem 1968er Album The Turtles Present the Battle of the Bands (in Deutschland als Elenore veröffentlicht) gelang es der Band, in jedem Stück so individuell zu klingen, als seien sie von verschiedenen Bands aufgenommen worden. Als weitere Singles erschienen Elenore und You Showed Me.
1969 erschien das Album Turtle Soup, das Ray Davies von den Kinks produziert hatte. Mit Wooden Head erschien 1970 das letzte Album der Turtles, die sich bald darauf trennten. Volman und Kaylan spielten ab 1970 in Frank Zappas Gruppe The Mothers of Invention und brachten dort auch Turtles-Stücke zur Aufführung. Zunächst unter dem Namen The Phlorescent Leech & Eddie, und, weil sie den Namen Turtles nicht mehr verwenden durften, dann als Flo & Eddie.
1992 kam es in New York City zu einer Reunion der Turtles für einen Live-Mitschnitt. Allerdings waren nur noch Kaylan und Volman übrig geblieben.

## Diskografie

### Studioalben
| Jahr | Titel               | Höchstplatzierung, Gesamtwochen, AuszeichnungChartplatzierungen (Jahr, Titel, Platzierungen, Wochen, Auszeichnungen, Anmerkungen) | Höchstplatzierung, Gesamtwochen, AuszeichnungChartplatzierungen (Jahr, Titel, Platzierungen, Wochen, Auszeichnungen, Anmerkungen) | Anmerkungen                             |
| Jahr | Titel               | UK | US | Anmerkungen                             |
| ---- | ------------------- | --- | --- | --------------------------------------- |
| 1965 | It Ain’t Me Babe    | — | US98 (19 Wo.)US | Erstveröffentlichung: 1. September 1965 |
| 1967 | Happy Together      | UK18 (9 Wo.)UK | US25 (22 Wo.)US | Erstveröffentlichung: 28. April 1967    |
| 1968 | Battle of the Bands | — | US128 (12 Wo.)US | Erstveröffentlichung: 1. November 1968  |
| 1969 | Turtle Soup         | — | US117 (9 Wo.)US | Erstveröffentlichung: November 1969     |

Weitere Studioalben
- 1966: You Baby
- 1970: Wooden Head
- 1986: Chalon Road
- 1986: Shell Shock

### Kompilationen
| Jahr | Titel                | Höchstplatzierung, Gesamtwochen, AuszeichnungChartsChartplatzierungen (Jahr, Titel, Platzierungen, Wochen, Auszeichnungen, Anmerkungen) | Anmerkungen |
| Jahr | Titel                | US | Anmerkungen |
| ---- | -------------------- | --- | ----------- |
| 1967 | Golden Hits          | US7 Gold · (39 Wo.)US |             |
| 1970 | More Golden Hits     | US146 (9 Wo.)US |             |
| 1974 | Happy Together Again | US194 (7 Wo.)US |             |

Weitere Kompilationen
- 1975: Reflection – Their Million Sellers
- 1977: The Turtles: 1968
- 1982: Turtle-Sized
- 1982: Turtles' Greatest Hits
- 1984: 20 Greatest Hits
- 1987: The Best of the Turtles (Golden Archive Series)
- 1988: Turtle Wax: The Best of the Turtles, Vol. 2
- 1988: Lil’ Bit of Gold
- 1988: Lil’ Bit of Gold, Volume 2
- 1995: The Best of the Turtles
- 2002: Solid Zinc: The Turtles Anthology
- 2004: Happy Together: The Very Best of the Turtles
- 2009: Save the Turtles: The Turtles Greatest Hits
- 2016: All the Singles
- 2016: The Complete Original Album Collection

### Singles
| Jahr | Titel Album                                    | Höchstplatzierung, Gesamtwochen/‑monate, AuszeichnungChartplatzierungen (Jahr, Titel, Album, Platzierungen, Wochen/Monate, Auszeichnungen, Anmerkungen) | Höchstplatzierung, Gesamtwochen/‑monate, AuszeichnungChartplatzierungen (Jahr, Titel, Album, Platzierungen, Wochen/Monate, Auszeichnungen, Anmerkungen) | Höchstplatzierung, Gesamtwochen/‑monate, AuszeichnungChartplatzierungen (Jahr, Titel, Album, Platzierungen, Wochen/Monate, Auszeichnungen, Anmerkungen) | Höchstplatzierung, Gesamtwochen/‑monate, AuszeichnungChartplatzierungen (Jahr, Titel, Album, Platzierungen, Wochen/Monate, Auszeichnungen, Anmerkungen) | Anmerkungen                              |
| Jahr | Titel Album                                    | DE | AT | UK | US | Anmerkungen                              |
| ---- | ---------------------------------------------- | --- | --- | --- | --- | ---------------------------------------- |
| 1965 | It Ain’t Me Babe                               | — | — | — | US8 (11 Wo.)US | Erstveröffentlichung: 14. Juli 1965      |
| 1965 | Let Me Be It Ain’t Me Babe                     | — | — | — | US29 (7 Wo.)US | Erstveröffentlichung: 6. Oktober 1965    |
| 1966 | You Baby                                       | — | — | — | US20 (12 Wo.)US | Erstveröffentlichung: 22. Januar 1966    |
| 1966 | Grim Reaper of Love Golden Hits                | — | — | — | US81 (4 Wo.)US | Erstveröffentlichung: 28. Mai 1966       |
| 1966 | Can I Get to Know You Better? Golden Hits      | — | — | — | US89 (5 Wo.)US | Erstveröffentlichung: 15. Oktober 1965   |
| 1967 | Happy Together                                 | DE11 (2½ Mt.)DE | AT11 (2 Mt.)AT | UK12 Platin · (12 Wo.)UK | US1 ×3Dreifachplatin · (15 Wo.)US | Erstveröffentlichung: Januar 1967        |
| 1967 | She’d Rather Be With Me Happy Together         | DE23 (2 Mt.)DE | — | UK4 (15 Wo.)UK | US3 (11 Wo.)US | Erstveröffentlichung: 13. April 1967     |
| 1967 | You Know What I Mean Golden Hits               | DE40 (½ Mt.)DE | — | — | US12 (11 Wo.)US | Erstveröffentlichung: 14. Juli 1967      |
| 1967 | She’s My Girl More Golden Hits                 | — | — | — | US14 (10 Wo.)US | Erstveröffentlichung: 31. Oktober 1967   |
| 1968 | Sound Asleep More Golden Hits                  | — | — | — | US57 (6 Wo.)US | Erstveröffentlichung: 24. Februar 1968   |
| 1968 | The Story of Rock and Roll More Golden Hits    | — | — | — | US48 (6 Wo.)US | Erstveröffentlichung: 8. Juni 1968       |
| 1968 | Elenore Battle of the Bands                    | DE32 (1 Mt.)DE | — | UK7 (12 Wo.)UK | US6 (12 Wo.)US | Erstveröffentlichung: 7. September 1968  |
| 1968 | You Showed Me Battle of the Bands              | — | — | — | US6 (12 Wo.)US | Erstveröffentlichung: Dezember 1968      |
| 1969 | You Don’t Have to Walk in the Rain Turtle Soup | — | — | — | US51 (7 Wo.)US | Erstveröffentlichung: 24. Mai 1969       |
| 1969 | Love in the City Turtle Soup                   | — | — | — | US91 (2 Wo.)US | Erstveröffentlichung: 23. September 1969 |
| 1969 | Lady-O More Golden Hits                        | — | — | — | US78 (4 Wo.)US | Erstveröffentlichung: 8. November 1969   |
| 1970 | Eve of Destruction It Ain’t Me, Babe           | — | — | — | US100 (2 Wo.)US | Erstveröffentlichung: 6. Juni 1970       |

Weitere Singles
- 1966: It Was a Very Good Year (nur in Kanada als Single erschienen)
- 1966: We’ll Meet Again
- 1966: Making My Mind Up
- 1967: Guide for the Married Man
- 1969: House on the Hill
- 1970: Teardrops
- 1970: Who Would Ever Think That I Would Marry Margaret
- 1970: Is It Any Wonder
- 1970: Me About You
- 1978: To See the Sun

## Auszeichnungen für Musikverkäufe
| Goldene Schallplatte - Spanien - 2024: für die Single Happy Together | Platin-Schallplatte - Neuseeland - 2023: für die Single Happy Together |

Anmerkung: Auszeichnungen in Ländern aus den Charttabellen bzw. Chartboxen sind in ebendiesen zu finden.
| Land/RegionAuszeichnungen für Musikverkäufe (Land/Region, Auszeichnungen, Verkäufe, Quellen) | Gold     | Platin     | Verkäufe  | Quellen             |
| -------------------------------------------------------------------------------------------- | -------- | ---------- | --------- | ------------------- |
| Neuseeland (RMNZ)                                                                            | —        | Platin1    | 30.000    | radioscope.co.nz    |
| Spanien (Promusicae)                                                                         | Gold1    | —          | 30.000    | elportaldemusica.es |
| Vereinigte Staaten (RIAA)                                                                    | Gold1    | 3× Platin3 | 3.500.000 | riaa.com            |
| Vereinigtes Königreich (BPI)                                                                 | —        | Platin1    | 600.000   | bpi.co.uk           |
| Insgesamt                                                                                    | 2× Gold2 | 5× Platin5 |           |                     |